# Sobralia warszewiczii
Sobralia warszewiczii är en orkidéart som beskrevs av Heinrich Gustav Reichenbach. Sobralia warszewiczii ingår i släktet Sobralia och familjen orkidéer. Inga underarter finns listade i Catalogue of Life.

## Bildgalleri

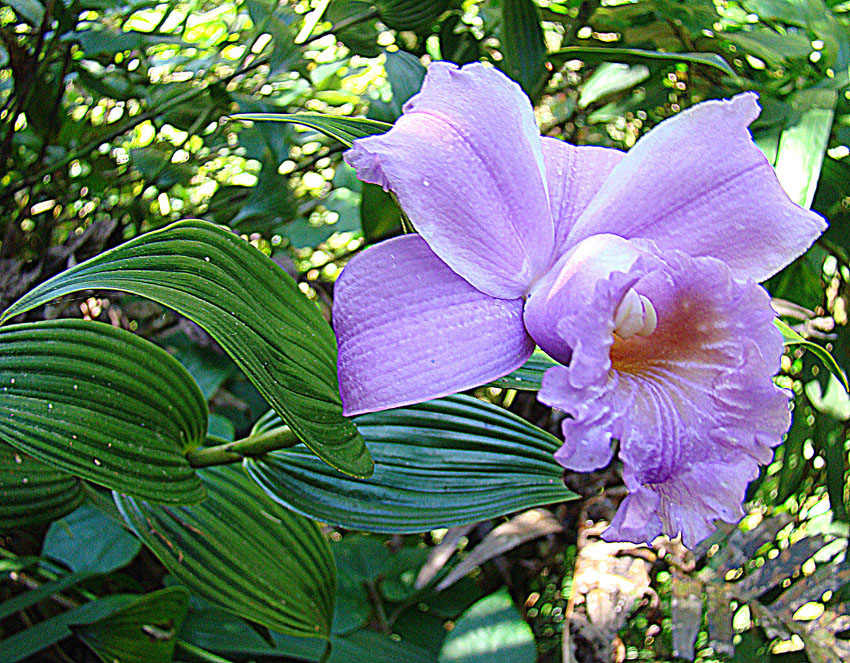